# Slovenská hokejová reprezentace
Slovenské národní hokejové mužstvo patří mezi národní reprezentační mužstva v ledním hokeji současnosti. Největším úspěchem je zlatá medaile z mistrovství světa v roce 2002 a bronzová medaile ze ZOH 2022. Na Mistrovství světa 2012 v Helsinkách se umístilo na 2. místě.

## Mezistátní utkání slovenské hokejové reprezentace
| Sezóna    | Počet | Výhry | Remízy | Prohry | Skóre |
| --------- | ----- | ----- | ------ | ------ | ----- |
| 1939–1940 | 3     | 0     | 0      | 3      | 1:17  |
| 1940–1941 | 6     | 4     | 0      | 2      | 17:11 |
| 1942–1943 | 1     | 0     | 0      | 1      | 2:10  |
| 1943–1944 | 1     | 0     | 1      | 0      | 1:1   |

- Mezinárodní zápasy odehrané za Slovenského státu ve 2. světové válce

| Sezóna    | Počet | Výhry | Remízy | Prohry | Skóre |
| --------- | ----- | ----- | ------ | ------ | ----- |
| 1941–1942 | 1     | 0     | 1      | 0      | 1:1   |

- Neoficiální mezinárodní utkání odehrané za Slovenského státu ve 2. světové válce

| Sezóna    | Počet | Výhry | Remízy | Prohry | Skóre     |
| --------- | ----- | ----- | ------ | ------ | --------- |
| 1992–1993 | 5     | 2     | 1      | 2      | 20:17     |
| 1993–1994 | 37    | 24    | 8      | 5      | 229:78    |
| 1994–1995 | 25    | 17    | 2      | 6      | 132:64    |
| 1995–1996 | 16    | 9     | 2      | 5      | 61:43     |
| 1996–1997 | 24    | 8     | 3      | 13     | 74:88     |
| 1997–1998 | 24    | 12    | 3      | 9      | 83:59     |
| 1998–1999 | 24    | 10    | 5      | 9      | 71:63     |
| 1999–2000 | 29    | 16    | 6      | 7      | 100:70    |
| 2000–2001 | 23    | 10    | 0      | 13     | 63:65     |
| 2001–2002 | 29    | 16    | 3      | 10     | 99:75     |
| 2002–2003 | 24    | 14    | 3      | 7      | 83:54     |
| 2003–2004 | 26    | 15    | 5      | 6      | 85:46     |
| 2004–2005 | 32    | 16    | 3      | 13     | 83:76     |
| 2005–2006 | 28    | 15    | 4      | 9      | 92:58     |
| 2006–2007 | 22    | 12    | 0      | 10     | 65:53     |
| 2007–2008 | 17    | 9     | 0      | 8      | 51:40     |
| 2008–2009 | 21    | 9     | 0      | 12     | 53:62     |
| 2009–2010 | 25    | 11    | 0      | 14     | 63:70     |
| 2010–2011 | 21    | 11    | 0      | 10     | 61:47     |
| 2011–2012 | 25    | 14    | 0      | 11     | 70:59     |
| 2012–2013 | 23    | 9     | 0      | 14     | 52:62     |
| 2013–2014 | 24    | 10    | 0      | 14     | 54:69     |
| 2014–2015 | 25    | 9     | 0      | 16     | 61:63     |
| 2015–2016 | 25    | 12    | 0      | 13     | 58:65     |
| 2016–2017 |       |       |        |        |           |
| Dohromady | 585   | 294   | 49     | 242    | 1884:1482 |

- Do statistik nejsou zařazena neoficiální mezinárodní utkání

## Galerie dresů reprezentace
| ZOH 1994 | MS 1994 | 1995 | 1996–1997 | 1998–2000 |
|          |         |      |           |           |

| 2001–2004 | SP 2004 | 2005 | 2006 | 2007–2008 |
|           |         |      |      |           |

| 2009–2013 | 2014–2017 | 2022 | ZOH 2018 | ZOH 2022 |
|           |           |      |          |          |

## Historické výsledky

### Účast na mistrovství světa v nižší kategorii
| Rok  | Místo konání                         | Umístění                        | Kapitán           | Hlavní trenér | Asistenti trenéra | Soupiska |
| ---- | ------------------------------------ | ------------------------------- | ----------------- | ------------- | ----------------- | -------- |
| 1994 | Slovensko (Poprad, Spišská Nová Ves) | „C“ skupiny (celkově 21. místo) | Miroslav Marcinko | Július Šupler | František Hossa   | Soupiska |
| 1995 | Slovensko (Bratislava)               | „B“ skupiny (celkově 13. místo) | Peter Šťastný     | Július Šupler | František Hossa   | Soupiska |

### Účast na mistrovství světa A kategorie
| MS      | Místo konání                                   | Umístění                         | Kapitán                          | Hlavní trenér                    | Asistenti trenéra                                        | Soupiska                         |
| ------- | ---------------------------------------------- | -------------------------------- | -------------------------------- | -------------------------------- | -------------------------------------------------------- | -------------------------------- |
| MS 1996 | Rakousko (Vídeň)                               | 10. místo                        | Oto Haščák                       | Július Šupler                    | František Hossa a Ján Selvek                             | Soupiska                         |
| MS 1997 | Finsko (Helsinky, Turku, Tampere)              | 9. místo                         | Zdeno Cíger                      | Jozef Golonka                    | Vincent Lukáč a Dušan Žiška                              | Soupiska                         |
| MS 1998 | Švýcarsko (Curych, Basilej)                    | 7. místo                         | Zdeno Cíger                      | Ján Šterbák                      | František Hossa                                          | Soupiska                         |
| MS 1999 | Norsko (Hamar, Lillehammer, Oslo)              | 7. místo                         | Zdeno Cíger                      | Ján Šterbák                      | František Hossa a Ján Starší                             | Soupiska                         |
| MS 2000 | Rusko (Petrohrad)                              | Stříbrná medaile                 | Miroslav Šatan                   | Ján Filc                         | Ernest Bokroš a Vladimír Šťastný                         | Soupiska                         |
| MS 2001 | Německo (Norimberk, Kolín nad Rýnem, Hannover) | 7. místo                         | Zdeno Chára                      | Ján Filc                         | Ernest Bokroš a Vladimír Šťastný                         | Soupiska                         |
| MS 2002 | Švédsko (Göteborg, Jönköping, Karlstad)        | Zlatá medaile                    | Miroslav Šatan                   | Ján Filc                         | Ernest Bokroš a Vladimír Šťastný                         | Soupiska                         |
| MS 2003 | Finsko (Helsinky)                              | Bronzová medaile                 | Miroslav Šatan                   | František Hossa                  | Darko Prusnik a Vladimír Šťastný                         | Soupiska                         |
| MS 2004 | Česko (Praha, Ostrava)                         | 4. místo                         | Miroslav Šatan                   | František Hossa                  | Ľubomír Pokovič a Róbert Švehla                          | Soupiska                         |
| MS 2005 | Rakousko (Vídeň, Innsbruck)                    | 5. místo                         | Miroslav Šatan                   | František Hossa                  | Ján Filc, Ľubomír Pokovič a Róbert Švehla                | Soupiska                         |
| MS 2006 | Lotyšsko (Riga)                                | 8. místo                         | Marián Hossa                     | František Hossa                  | Ján Jaško a Jerguš Bača                                  | Soupiska                         |
| MS 2007 | Rusko (Moskva, Petrohrad)                      | 6. místo                         | Miroslav Šatan                   | Július Šupler                    | Miroslav Miklošovič a Zdeno Cíger                        | Soupiska                         |
| MS 2008 | Kanada (Québec, Halifax)                       | 13. místo                        | Róbert Petrovický                | Július Šupler                    | Miroslav Miklošovič a Peter Oremus                       | Soupiska                         |
| MS 2009 | Švýcarsko (Bern, Kloten)                       | 10. místo                        | Ľuboš Bartečko                   | Ján Filc                         | František Hossa a Ľubomír Pokovič                        | Soupiska                         |
| MS 2010 | Německo (Kolín nad Rýnem, Mannheim)            | 12. místo                        | Richard Lintner                  | Glen Hanlon                      | František Hossa a Ľubomír Pokovič                        | Soupiska                         |
| MS 2011 | Slovensko (Bratislava, Košice)                 | 10. místo                        | Pavol Demitra                    | Glen Hanlon                      | František Hossa a Ľubomír Pokovič                        | Soupiska                         |
| MS 2012 | Finsko a Švédsko (Helsinky, Stockholm)         | Stříbrná medaile                 | Zdeno Chára                      | Vladimír Vůjtek                  | Jerguš Bača                                              | Soupiska                         |
| MS 2013 | Švédsko a Finsko (Stockholm, Helsinky)         | 8. místo                         | Miroslav Šatan                   | Vladimír Vůjtek                  | Peter Oremus                                             | Soupiska                         |
| MS 2014 | Bělorusko (Minsk)                              | 9. místo                         | Miroslav Šatan                   | Vladimír Vůjtek                  | Peter Oremus a Vladimír Országh                          | Soupiska                         |
| MS 2015 | Česko (Praha, Ostrava)                         | 9. místo                         | Tomáš Kopecký                    | Vladimír Vůjtek                  | Peter Oremus a Vladimír Országh                          | Soupiska                         |
| MS 2016 | Rusko (Moskva, Petrohrad)                      | 9. místo                         | Andrej Sekera                    | Zdeno Cíger                      | Ernest Bokroš a Miroslav Miklošovič                      | Soupiska                         |
| MS 2017 | Německo a Francie (Kolín nad Rýnem, Paříž)     | 14. místo                        | Vladimír Dravecký                | Zdeno Cíger                      | Ernest Bokroš a Miroslav Miklošovič                      | Soupiska                         |
| MS 2018 | Dánsko (Kodaň, Heming)                         | 9. místo                         | Andrej Sekera                    | Craig Ramsay                     | Vladimír Országh, Róbert Petrovický a Ján Lašák          | Soupiska                         |
| MS 2019 | Slovensko (Bratislava, Košice)                 | 9. místo                         | Andrej Sekera                    | Craig Ramsay                     | Róbert Petrovický, Michal Handzuš a Andrej Podkonický    | Soupiska                         |
| MS 2020 | Švýcarsko (Curych, Lausanne)                   | Zrušeno kvůli pandemii covidu-19 | Zrušeno kvůli pandemii covidu-19 | Zrušeno kvůli pandemii covidu-19 | Zrušeno kvůli pandemii covidu-19                         | Zrušeno kvůli pandemii covidu-19 |
| MS 2021 | Lotyšsko (Riga)                                | 8. místo                         | Marek Ďaloga                     | Craig Ramsay                     | Róbert Petrovický, Michal Handzuš a Andrej Podkonický    | Soupiska                         |
| MS 2022 | Finsko (Helsinky, Tampere)                     | 8. místo                         | Tomáš Tatar                      | Craig Ramsay                     | Andrej Podkonický a Ján Pardavý                          | Soupiska                         |
| MS 2023 | Lotyšsko a Finsko (Riga, Tampere)              | 9. místo                         | Marek Hrivík                     | Craig Ramsay                     | Peter Frühauf, Andrej Podkonický a Ján Pardavý           | Soupiska                         |
| MS 2024 | Česko (Praha, Ostrava)                         | 7. místo                         | Tomáš Tatar                      | Craig Ramsay                     | Peter Frühauf, Ján Pardavý a Róbert Petrovický           | Soupiska                         |
| MS 2025 | Švédsko a Dánsko (Stockholm, Herning)          | 11. místo                        | Matúš Sukeľ                      | Vladimír Országh                 | Peter Frühauf, Ján Pardavý, Róbert Petrovický, Ján Lašák | Soupiska                         |

### Účast na ZOH
| Rok        | Místo ZOH                   | Umístění         | Kapitán        | Hlavní trenér       | Asistenti trenéra                 | Soupiska |
| ---------- | --------------------------- | ---------------- | -------------- | ------------------- | --------------------------------- | -------- |
| ZOH – 1994 | Norsko - Lillehammer        | 6. místo         | Peter Šťastný  | Július Šupler       | František Hossa                   | Soupiska |
| ZOH – 1998 | Japonsko - Nagano           | 10. místo        | Zdeno Cíger    | Ján Šterbák         | František Hossa                   | Soupiska |
| ZOH – 2002 | USA - Salt Lake City        | 13. místo        | Miroslav Šatan | Ján Filc            | Ernest Bokroš a Vladimír Šťastný  | Soupiska |
| ZOH – 2006 | Itálie - Turín              | 5. místo         | Pavol Demitra  | František Hossa     | Ľubomír Pokovič a Róbert Švehla   | Soupiska |
| ZOH – 2010 | Kanada - Vancouver          | 4. místo         | Zdeno Chára    | Ján Filc            | František Hossa a Ľubomír Pokovič | Soupiska |
| ZOH – 2014 | Rusko - Soči                | 11. místo        | Zdeno Chára    | Vladimír Vůjtek st. | Peter Oremus a Vladimír Országh   | Soupiska |
| ZOH – 2018 | Jižní Korea - Pchjongčchang | 11. místo        | Tomáš Surový   | Craig Ramsay        | Vladimír Országh, Ján Lašák       | Soupiska |
| ZOH – 2022 | Čína - Peking               | Bronzová medaile | Marek Hrivík   | Craig Ramsay        | Ján Pardavý, Andrej Podkonický    | Soupiska |
| ZOH – 2026 | Itálie Milán                |                  |                |                     |                                   | Soupiska |

### Světový pohár
| Rok     | Místa turnaje     | Umístění | Kapitán        | Hlavní trenér | Asistenti trenéra                                  | Soupiska |
| ------- | ----------------- | -------- | -------------- | ------------- | -------------------------------------------------- | -------- |
| SP 1996 | Kanada (Montreal) | 7. místo | Peter Bondra   | Jozef Golonka | Vincent Lukáč, Dušan Žiška                         | Soupiska |
| SP 2004 | Kanada (Toronto)  | 8. místo | Miroslav Šatan | Ján Filc      | František Hossa, Ľubomír Pokovič, Vladimír Šťastný | Soupiska |

## Kapitáni slovenské hokejové reprezentace na mistrovství světa, olympijských hrách a světových pohárech
- 10× – Miroslav Šatan (MS 2000, ZOH 2002, MS 2002, MS 2003, MS 2004, SP 2004, MS 2005, MS 2007, MS 2013 a MS 2014)

- 4× – Zdeno Cíger (MS 1997, ZOH 1998, MS 1998 a MS 1999)

- 4× – Zdeno Chára (MS 2001, ZOH 2010, MS 2012 a ZOH 2014)

- 3× – Andrej Sekera (MS 2016, MS 2018, MS 2019)

- 2× – Peter Šťastný (ZOH 1994 a MS 1995)

- 2× – Pavol Demitra (ZOH 2006 a MS 2011)

- 2× – Marek Hrivík (ZOH 2022),(MS 2023)

- 2× – Tomáš Tatar (MS 2022, MS 2024)

- 1× – Ľuboš Bartečko (MS 2009)

- 1× – Peter Bondra (SP 1996)

- 1× – Oto Haščák (MS 1996)

- 1× – Marián Hossa (MS 2006)

- 1× – Tomáš Kopecký (MS 2015)

- 1× – Marián Gáborík (MS 2015)

- 1× – Richard Lintner (MS 2010)

- 1× – Miroslav Marcinko (MS 1994)

- 1× – Róbert Petrovický (MS 2008)

- 1× – Vladimír Dravecký (MS 2017)

- 1× – Tomáš Surový (ZOH 2018)

- 1× – Ladislav Nagy (na poslední zápas MS 2019)

- 1× – Marek Ďaloga (MS 2021

- 1× – Matúš Sukeľ (MS 2025

## Trenéři slovenské hokejové reprezentace od roku 1940–1943
| Pořadí | Roky        | Hlavní trenér | Asistenti trenéra |
| ------ | ----------- | ------------- | ----------------- |
| 1.     | 1940 – 1942 | Bobby Bell    | Nebyli            |
| 2.     | 1941,1943   | Josef Maleček | Nebyli            |

## Trenéři slovenské hokejové reprezentace od roku 1993
| Pořadí | Roky            | Hlavní trenér       | Asistenti trenéra                                                                  |
| ------ | --------------- | ------------------- | ---------------------------------------------------------------------------------- |
| 1.     | 1993 – 1995     | Július Šupler       | František Hossa, na ZOH 1994 také Vladimír Šťastný                                 |
| 2.     | 1995 – 1996     | Július Šupler       | František Hossa a Ján Selvek                                                       |
| 3.     | 1996 – 1997     | Jozef Golonka       | Vincent Lukáč a Dušan Žiška                                                        |
| 4.     | 1997 – 1999     | Ján Šterbák         | František Hossa a Ján Starší                                                       |
| 5.     | 1999 – 2002     | Ján Filc            | Ernest Bokroš a Vladimír Šťastný                                                   |
| 6.     | SP 2004         | Ján Filc            | František Hossa, Ľubomír Pokovič a Vladimír Šťastný                                |
| 7.     | 2002 – 2003     | František Hossa     | Ján Šterbák a Vladimír Šťastný                                                     |
| 8.     | 2003 – 2006     | František Hossa     | Robert Švehla a Ľubomír Pokovič                                                    |
| 9.     | 2006 – 2008     | Július Šupler       | Zdeno Cíger a Miroslav Miklošovič                                                  |
| 10.    | 2008 – 2010 ZOH | Ján Filc            | František Hossa a Ľubomír Pokovič                                                  |
| 11.    | 2010 MS – 2011  | Glen Hanlon         | František Hossa a Ľubomír Pokovič                                                  |
| 12.    | 2011 – 2012     | Vladimír Vůjtek st. | Jerguš Bača                                                                        |
| 13.    | 2012 – 2013     | Vladimír Vůjtek st. | Peter Oremus                                                                       |
| 14.    | 2013 – 2015     | Vladimír Vůjtek st. | Peter Oremus a Vladimír Országh                                                    |
| 15.    | 2015 – 2016     | Zdeno Cíger         | Ernest Bokroš a Miroslav Miklošovič                                                |
| 16.    | 2016 – 2017     | Zdeno Cíger         | Miroslav Miklošovič                                                                |
| 17.    | 2017 – 2018     | Craig Ramsay        | Vladimír Országh, Michal Handzuš, Ľubomír Višňovský, Ján Lašák a Róbert Petrovický |
| 18.    | 2018 – 2019     | Craig Ramsay        | Róbert Petrovický, Ján Pardavý, Ivan Droppa, Andrej Podkonický a Michal Handzuš    |
| 19.    | 2019 – 2020     | Craig Ramsay        | Ján Pardavý, Andrej Podkonický, Vladimír Országh a Róbert Petrovický               |
| 20.    | 2020 – 2021     | Craig Ramsay        | Michal Handzuš, Ján Pardavý, Boris Žabka a Andrej Podkonický                       |
| 21.    | 2021 – 2022     | Craig Ramsay        | Ján Pardavý a Andrej Podkonický                                                    |
| 22.    | 2022 – 2023     | Craig Ramsay        | Peter Frühauf, Ján Pardavý a Andrej Podkonický                                     |
| 23.    | 2023 – 2024     | Craig Ramsay        | Peter Frühauf, Ján Pardavý a Róbert Petrovický                                     |
| 24.    | 2024 – 2025     | Craig Ramsay        | Peter Frühauf a Róbert Petrovický                                                  |
| 25.    | 2025 MS         | Vladimír Országh    | Peter Frühauf a Róbert Petrovický                                                  |
| 26.    | 2026 MS         | Vladimír Országh    |                                                                                    |

## Generální manažěři slovenské reprezentace od roku 1992
| Pořadí | Roky                          | Generální manažer |
| ------ | ----------------------------- | ----------------- |
| 1.     | prosinec 1992 – prosinec 1997 | Dušan Pašek       |
| 2.     | prosinec 1997 – leden 1999    | Pavol Macko       |
| 3.     | leden 1999 – únor 2002        | Igor Nemeček      |
| 4.     | únor 2002 – březen 2006       | Peter Šťastný     |
| 5.     | březen 2006 – duben 2007      | Igor Nemeček      |
| 6.     | duben 2007 – září 2007        | František Hossa   |
| 7.     | září 2007 – červen 2011       | Peter Bondra      |
| 8.     | červen 2011 – červen 2015     | Oto Sýkora        |
| 9.     | srpen 2015 – červen 2017      | Róbert Švehla     |
| 10.    | od července 2017              | Miroslav Šatan    |

## Podle počtů startů
Aktualizovano k 12. květnu 2015 po MS 2015 v Praze a Ostravě
Přehled hokejistů Slovenska (od roku 1940) podle počtů odehraných reprezentačních zápasů.
Celkem se ve slovenském dreze představilo v 560 oficiálních zápasů 398 hokejistov, z kterých 26 odehrálo sto a více zápasů.
| Pořadí | Jméno              | Rok narození | Zápasy | Góly | Reprezentaci od – do |
| ------ | ------------------ | ------------ | ------ | ---- | -------------------- |
| 1.     | Miroslav Šatan     | 1974         | 183    | 86   | 1993–2014            |
| 2.     | Martin Štrbák      | 1975         | 162    | 13   | 1995–2011            |
| 3.     | Ľubomír Sekeráš    | 1968         | 152    | 29   | 1993–2001            |
| 4.     | Dominik Graňák     | 1983         | 150    | 8    | 2003–současnost      |
| 5.     | Peter Pucher       | 1974         | 144    | 23   | 1995–2005            |
| 6.     | Ľubomír Višňovský  | 1976         | 141    | 18   | 1994–současnost      |
| 7.     | Tomáš Starosta     | 1981         | 137    | 5    | 2002–současnost      |
| 8.     | Richard Kapuš      | 1973         | 136    | 16   | 1993–2007            |
| 9.     | Stanislav Jasečko  | 1972         | 128    | 9    | 1993–2000            |
| 10.    | Branko Radivojevič | 1980         | 124    | 21   | 2003–současnost      |
| 11.    | Ladislav Čierny    | 1974         | 123    | 11   | 1994–2007            |
| 12.    | Ján Pardavý        | 1971         | 120    | 45   | 1996–2006            |
| 13.    | Vlastimil Plavucha | 1968         | 119    | 44   | 1993–2001            |
| 14.    | Jozef Daňo         | 1968         | 117    | 45   | 1993–2000            |
| 15.    | Branislav Jánoš    | 1971         | 117    | 37   | 1993–2000            |
| 16.    | Tomáš Surový       | 1981         | 116    | 21   | 2000–současnost      |
| 17.    | Marcel Hossa       | 1981         | 113    | 27   | 2004–současnost      |
| 18.    | Roman Kukumberg    | 1980         | 110    | 22   | 2002–současnost      |
| 19.    | Ľubomír Kolník     | 1968         | 109    | 59   | 1993–1999            |
| 20.    | Zdeno Cíger        | 1969         | 108    | 34   | 1993–2003            |
| 21.    | Ľuboš Bartečko     | 1976         | 107    | 22   | 2000–2011            |
| 22.    | Jozef Stümpel      | 1972         | 106    | 22   | 1993–současnost      |
| 23.    | Richard Lintner    | 1977         | 105    | 14   | 2001–2011            |
| 24.    | René Vydarený      | 1981         | 105    | 5    | 2005–současnost      |
| 25.    | Peter Podhradský   | 1979         | 102    | 10   | 1999–současnost      |
| 26.    | Róbert Petrovický  | 1973         | 100    | 28   | 1993–2008            |

## Vyřazená čísla z reprezentace
Na památku významného hráče bylo z reprezentace vyřazeno číslo:
- 38 – Pavol Demitra, reprezentant, hráč v NHL, tragicky zemřel při pádu letadla v roce 2011